# Mariana Sadovska
Mariana Sadovska (Lviv, Ukrajina, 23. travnja 1972.) - ukrajinska je pjevačica, skladateljica i glumica
Otac joj je ukrajinski pjevač Viktor Morozov. Mariana Sadovska započela je svoj rad s kazalištem “Les Kurbas” u rodnom gradu Lvivu u Ukrajini) i nastupajući s kazalištem na festivalima Anatola Vasilieva u Sankt Peterburgu i Moskvi. Za svoj projekt angažirao ju je Jerzy Grotowski u Pontederi u Italiji. Pozvana je u Kazalište Gardzienice u Poljskoj, gdje je 10 godina radila kao glumica i glazbena redateljica. Tijekom svoga mandata u Gardzieniceu vodila je etnomuzikološke ekspedicije u Ukrajinu, Irsku, Egipat, Kubu i Brazil. Otada je organizirala mnoge kulturne razmjene između suvremenih umjetnika iz Europe i Sjedinjenih Američkih Država s tradicionalnim pjevačima Ukrajine.
Preselila se u New York uz potporu zaklade „Earth” 2001. godine. Tamo je radila kao glazbena direktorica u La Mami, s rezidencijalnom kazališnom kućom E.T.C., Yara Arts Group. Tijekom boravka u New Yorku imala je samostalne nastupe, kao i na suradnje s umjetnicima kao što su: Julian Kytasty, Michael Alpert, Anthony Coleman, Frank London, Victoria Hanna i Sanda. Global Village izdao je njen prvi samostalni albim "Pjesme koje sam naučila u Ukrajini" 2001. godine. U suradnji s grupa EVOE snimila je svoj drugi samostalni album "Borderland" 2005. godine. Od tada je mnogo nastupala u klubovima New Yorka.
Predavala je na glazbenim radionicama u: SAD-u, Velikoj Britaniji, Izraelu, Poljskoj i u Afganistanu. Gostovala je na Sveučilištu Princeton 2006. godine, a 2008. postala je Fulbrightova stipendistica.
Suprug joj je njemački umjetnik Andre Erlen.